# 愛宮歌梨
愛宮 歌梨（あいみや かりん、2001年12月1日 - ）は、日本のタレント、女優。愛称は、かーりん。
ディアステージ所属。アイドルグループ「空想キャリブレーション」元メンバー。
現在「さよならステイチューン」メンバー
東京都出身。

## 略歴
2016年3月14日 ホワイトレース（アイドル）オフィシャルブログにてアイドルグループ「WhiteLaceZOKU」（ホワイトレースゾク）での活動発表。
2016年3月27日 アイドルグループ「WhiteLaceZOKU」（ホワイトレースゾク）にて初ライブ。「ミスiD2019」ファイナリスト（2018年） - No.77。
2018年9月24日 歌を通じてローカルアイドルを応援するキャンペーン「すきドルPROJECT 5」にて「WhiteLaceZOKU」がグランプリを受賞し、クボナオキ作詞作曲の「DANCE SURVIVE」歌唱権を獲得。
2021年5月9日ライブを以て「WhiteLaceZOKU」が活動休止。7月に解散した。
アイドルグループ「すとちぇり」（2021年6月15日 - 2021年10月23日）解散とともにオフィスサカイを退所。
2022年8月19日より芸名を「愛宮歌梨」に変更し、ディアステージの新ユニット「空想キャリブレーション」メンバーとして活動開始。

## 出演

### 舞台
- 郡司企画　郡司行雄プロデュース公演 Vol.117「CHANCE 2014」（2014年8月26日 - 31日、新宿・サンモールスタジオ） - 岸本麻衣 役
- 郡司企画　郡司行雄プロデュース公演 Vol.120「ALICE」（アリス〜不思議の国の物語）2015（2015年3月24日 - 29日、銀座みゆき館劇場） - 白ウサギ 役
- DPI・NGO 国連クラシックライブ協会音楽劇「赤毛のアン」 - アンサンブル
  - 2015年公演（2015年10月16日 - 18日、東京国際フォーラム ホールC）
  - 2016年公演（2016年10月21日 - 23日、東京国際フォーラム ホールC）
- アリスインプロジェクト「チェンジングホテルTOKYO[7]」藤組（2017年12月14日 - 17日、新宿村LIVE） - 和田昇 役[8]
- アリスインプロジェクト「続・魔銃ドナー[9]」月組（2018年4月11日 - 15日、新宿村LIVE） - 萩原檸檬 役
- アリスインプロジェクト「悪魔inデッドリースクール[10]」（2019年1月16日 - 20日、コフレリオ新宿シアター） - 木村花 役[11]
- アリスインプロジェクト「真約・魔銃ドナー[12]」（2019年8月7日 - 18日、池袋・シアターKASSAI） - 遠野ゆうき 役[13]

### 映画
- 3月のライオン（後編）（2017年4月22日、東宝 / アスミック・エース） - 川本ひなたの同級生 役

### ドラマ
- 季節のない街[14]（2023年8月、Disney+） - べじっ娘トマト 役[15]

### テレビ
- シャキーン!（2012年、NHK Eテレ）
- 櫻井・有吉 THE夜会（2016年9月22日、TBS）
- 爆報THEフライデー
- ナイナイアンサー

### ネット配信
- アリスインプロジェクト『オンライン学園バラエティ「アイガク！LIVE」』（2020年6月 - 、YouTube、ニコニコ生放送）[16][17]
- アリスインプロジェクト『アイガク夏フェス・オンライン』学園バトル「アイガク・バトラーズ」（2020年8月7日、ZAIKO）[18]

### 動画サイト
- パンドラTV「DOCUMENTARY CULTURE of JAPAN」（日本全（YOUNG）文化ドキュメンタリー　アイドル文化便、WhiteLaceZOKU 5人組女性アイドル インタビュー）（2016年5月25日）[19]

### CM
- 「NTT西日本」CM「ふ〜としてみて！夢が広がる！しゃぼん玉 篇」（2013年）[20]

### VP（ビデオパッケージ）
- 「警視庁・倫理教養」（2015年）

## ユニット
- 「WhiteLaceZOKU」（ホワイトレースゾク）[21] - 2016年に結成された前身グループ「WhiteLace」の体制変更に伴って、2017年5月に改名。WhiteLaceZOKU」の【ZOKU】は、続くの「続」、家族の「族」のちょい悪の「族」の意味が含まれている。しぃちゃん、かりん、こっちゃんの三姉妹と言う設定で活動[22]していた。2021年5月に活動休止、同年7月に解散した。
- すとちぇり（2021年6月 - 2021年10月）かりん、こっちゃんの2人組ユニット。ストレスをリラックスにチェンジする、「可愛い×かっこいい」の甘辛ミックス系アイドルグループ。チェリーレッド担当。
- 「空想キャリブレーション」ディアステージ所属、六人組アイドルユニット、妄想？空想？乙女の空想、無限ループ！！令和にうまれた空想上の激烈パーリーアイドル「空想キャリブレーション」として2022年8月19日より活動開始。同年8月21日に「#DSPM 夏祭り2022」[23]にて初ライブ。メンバーカラーはパッションレッド。